# Quini
Enrique Castro González, känd som Quini, född 23 september 1949 i Oviedo i Asturien, död 27 februari 2018 i Gijón i Asturien, var en spansk fotbollsspelare som spelade som anfallare.
Han utvecklade sin professionella karriär i Real Sporting de Gijón, där han spelade totalt femton säsonger under två perioder, 1968–1980 och 1984–1987, och i FC Barcelona, där han spelade mellan 1980 och 1984. Han tilldelades Trofeo Pichichi, som utdelas av sporttidningen  Marca till den spelare som gjort flest mål i spanska ligan vid sju tillfällen: fem i Primera División, tre av dessa med Sporting (1973–74, 1975–76 och 1979–80) och två med Barcelona (1980–81 och 1981–82) samt ytterligare två gånger i Segunda División med Sporting (1969-70 och 1976-77). Quini intar åttonde platsen i rankningen för historiska spanska målgörare i Primera División med 219 mål och är den spelare i som gjort flest mål för Sporting, 165 mål.
Quini avled den 27 februari 2018 på grund av en hjärtinfarkt.